# Pallacanestro Biella
Pallacanestro Biella, vollständig Associazione Sportiva Pallacanestro Biella, ist ein Basketballverein aus dem italienischen Biella. Offiziell tritt der Verein seit 2005 unter dem Sponsorennamen Angelico Biella an, zuvor firmierte die professionelle erste Mannschaft auch als Lauretana Biella.

## Geschichte
Von 2001 bis 2013 war Biella in der Lega Basket Serie A, der höchsten Spielklasse Italiens, vertreten. Durch den Einzug ins Halbfinale um die italienische Meisterschaft 2009 nahm Biella in der Folgesaison erstmals am ULEB Eurocup teil. Nach 12 Jahren Zugehörigkeit in der höchsten Spielklasse stieg Biella in der Spielzeit 2012/13 in die zweite Liga, die damalige DNA Gold, ab und gewann 2014 den in der DNA Gold/Silver ausgetragenen Pokalwettbewerb, womit sich der Verein für die EuroChallenge 2014/15 qualifizierte. Seit 2015 spielt der Verein in der Staffel West der neu organisierten Serie A2.

## Halle
Heimspiele trägt Biella im 5.007 Zuschauer fassenden Lauretana Forum aus. 

## Sponsorennamen
- Fila (–2001)
- Lauretana (2001–05)
- Angelico (seit 2005)

## Bekannte Spieler
| - Davide Pessina 1999/2000 - / Corey L. Brewer 2000/01 - Antonio Granger 2000/01 - Matteo Malaventura 2000–2002 - / Ken Lacey 2000–2002 - Kevin Rankin 2000–2002 - Matteo Soragna 2000–2004, seit 2009 - Michael Batiste 2001/02 - Andrea Niccolai 2001/02 - Jacob Jaacks 2002/03, 2004/05 - Jamel Thomas 2002/03, 2007 - Marco Carraretto 2002–2004 - Andrea Michelori 2002–2004 - Fabio Di Bella 2002–2005 - Thabo Sefolosha 2003–2006 - Marco Cusin 2004–2006 - Walter Santarossa 2004–2006, 2007/08 | - / J. R. Bremer 2005/06 - Luca Garri 2005/06, 2008–2010 - Joe Troy Smith 2005/06, 2008–2010 - Pascal Roller 2006/07 - Antonio Porta 2006/07 - Erik Daniels 2006/07 - Reece Gaines 2006/07, 2008/09 - Troy Bell 2007/08 - Daniele Cinciarini 2007/08 - Brandon Hunter 2007/08 - Jonas Jerebko 2007–2009 - Valerio Spinelli 2007–2009 - James Gist 2008/09 - / Greg Brunner 2008/09 - Goran Jurak 2008/09, 2010–2013 - Pietro Aradori 2008–2010 | - Fred Jones 2009/10 - Sven Schultze 2009/10 - Kieron Achara 2009/10 - Trey Johnson 2010, 2012/13 - Marc Salyers 2010/11 - / Goran Suton 2010/11 - A. J. Slaughter 2010/11 - Tadija Dragićević 2011/12 - Albert Miralles 2011/12 - / Jacob Pullen 2011/12 - Andrea Renzi 2012/13 |